# Club Baloncesto Illescas
El Club Baloncesto Illescas es un equipo de baloncesto con sede en la ciudad toledana de Illescas, España.
Desde el año 2009 el club tiene un acuerdo de colaboración con el Baloncesto Leganés por el que funciona como equipo de formación del mismo.

## Clasificaciones históricas
| Temporada | Categoría     | Posición | Play-offs | Copa                            |
| --------- | ------------- | -------- | --------- | ------------------------------- |
| 2002–03   | 3ª Autonómica | 1        | Ascendió  | –                               |
| 2003–04   | 2ª Autonómica | 1        | Ascendió  | –                               |
| 2004–05   | 1ª Autonómica | 1        | Ascendió  | –                               |
| 2005–06   | 1ª División   | 1        | Ascendió  | –                               |
| 2006–07   | Liga EBA      | 1        | Ascendió  | –                               |
| 2007–08   | LEB Plata     | 2        | Ascendió  | Subcampeón de la Copa LEB Plata |
| 2008–09   | LEB Oro       | 17       | Descendió | –                               |
| 2009–10   | LEB Plata     | 13       | –         | –                               |
| 2010–11   | LEB Plata     | 14       | –         | –                               |
| 2011–12   | Liga EBA      | 13       | Descendió | –                               |